# Bathsua Makin
Bathsua Reginald Makin (1600-1675) fue una proto-feminista, de la clase media inglesa, que contribuyó a los avances de la crítica de la posición de la mujer en la esfera doméstica y la esfera pública en el siglo XVII en Inglaterra. Makin, una mujer altamente educada, fue conocida como «la dama más culta de Inglaterra», experta en griego, latín, hebreo, alemán, español, francés e italiano. Luchó principalmente por la igualdad de derechos de las mujeres y las niñas a recibir una educación, en un entorno que las consideraba débiles y subordinadas al hombre. Su libro más famosos fue el tratado titulado Un Ensayo Para Revivir la Antigua Educación de las Mujeres, en la Religión, las costumbres, el arte y lenguas, con una Respuesta a las Objeciones en contra de esta Forma de Educación (1673), en alusión a la libertad de educación de la antigua enseñanza griega.

## Contexto histórico
Makin, escribió dentro de los confines del siglo XVII. La familia, la educación y la religión en todas las instituciones, eran dominadas por hombres. Esto sucedía en toda la Europa cristiana, y por muchos siglos, a partir de la dominación romana (siglo I a. C.), y a partir de la instauración del cristianismo, entre tantas cosas que ha prohibido la inquisición, el derecho a la educación y al conocimiento, y las mujeres tenían más prohibiciones aún, eran cada vez más relegadas a los hogares. Mientras que dentro de la clase alta y las familias aristocráticas se había producido un aumento en la educación de la mujer y de la mujer autónoma, durante el final del período Tudor, gracias a la educación humanista que recibió Isabel I, y en el siglo XVII, durante el período Estuardo, con el reinado de Jacobo I de Inglaterra.

## Biografía
Nació en 1600 siendo bautizada con el nombre de la bíblica Betsabé. Era hija de Henry Reginald, un maestro de escuela que publicaba hojas de poemas y folletos en latín sobre instrumentos matemáticos. Fue profesora de lenguas antiguas y modernas en la escuela que dirigió su padre. En 1616, la joven publicó un libro de versos, Musa Virginea, en latín, griego, hebreo, español, francés y alemán. La portada anunciaba que la autora era "Bathsua R[eginald], hija de Henry Reginald, un maestro de escuela y filólogo de Londres."
En 1621 se casó con Richard Makin, un cortesano. El matrimonio se mudó a Westminster y tuvieron ocho hijos.
Su hermana Ithamaria se casó con el matemático John Pell en 1632, con quien Makin mantuvo abundante correspondencia.
En 1640, ya famosa por su erudición, se convirtió en la tutora de los hijos del rey Carlos I de Inglaterra y en la institutriz de su hija Isabel Estuardo. Cuando el Parlamento inglés detuvo a la princesa, al comienzo de la Guerra Civil inglesa, Makin se quedó con la niña como su sirvienta personal. Cuando murió en 1650, Makin recibió una pensión por sus servicios, pero no pudo cobrarla. Como su esposo estuvo ausente durante la guerra civil, crio a sus hijos sola. Él murió en 1659 y su hermana dos años más tarde.
En 1673, Makin y Mark Lewis abrieron una escuela para damas nobles en Tottenham High Cross, a cuatro millas de Londres. Ese mismo año publicó su alegato en defensa de la educación femenina. También aconsejaba usar el lenguaje vernáculo en lugar del latín en la enseñanza, siguiendo los escritos de John Amos Cornelius.
Aunque modernamente descrita como protofeminista, al igual que Christine de Pizan antes que ella, Makin procedía de una familia intelectual y abogaba por la igualdad intelectual de las mujeres, no por la igualdad política. En An Essay, Makin escribe: "Que no se ofendan tus damas porque yo (como algunos han hecho ingeniosamente) no abogo por la preeminencia femenina. Pedir demasiado es la forma de negarlo todo."

## Obra
Musea Virginea, fue publicado en 1616, con 16 años. En ella revelaba datos biográficos y el contexto en el que vivía. Es un libro de verso, escrito en griego, latín, hebreo, español, alemán, francés e italiano, y dedicado al rey Jacobo I, demostrando que tanto hombres como mujeres tenían el mismo nivel intelectual.  
Dos poemas se conservan en la colección de Hastings. El 24 de junio de 1649, Makin escribió una elegía latina dirigida a Lucy Hastings, la viuda Condesa de Huntingdon, en la ocasión de la muerte de Henry. También escribió una elegía en honor de la Señora Elizabeth (Hastings) Langham, que murió en 1664.  Además, en una colección de las obras de la erudita holandesa Anna Maria van Schurman (Leyden, 1648), se incluye un epistolario en hebreo entre Van Schurman y Makin.
An Essay to Revive the Ancient Education of Gentlewomen, in religion, manners, arts and tongues (Un Ensayo Para Revivir la Antigua Educación de las Damas)
Fue publicada de forma anónima en 1673. En ella propuso los beneficios de una educación femenina que estimulara la búsqueda del conocimiento y el ejercicio de la mente. Quiso mostrar, mediante variados ejemplos, cómo las mujeres a través de la historia fueron hábiles en múltiples campos: artes, lenguas, oratoria, lógica, filosofía, matemáticas y poesía. Para ello era necesaria la educación y tener tiempo para formarse, por lo que solo lo podrían hacer las damas, aunque sería beneficioso para el conjunto de la sociedad. Al emplear ejemplos desde la Creación planteaba un hilo conductor a través de Babilonia, Grecia, Roma y llegaba a sus contemporáneas. Valiéndose de estos ejemplos pidió que las mujeres pudieran ejercer en empleos públicos. Este listado comenzaba con Zenobia e incluía a las reinas Cristina de Suecia e Isabel I de Inglaterra y la poeta Costanza da Varano, entre otras. Entre sus contemporáneas estaba la poeta  Anne Bradstreet, la que, de manera similar a Makin, pedía que se le permitiera escribir aun reconociendo aduladoramente la preeminencia de los hombres. Makin argumentaba que si Dios hubiera querido la subordinación de la mujer no la hubiera creado a su imagen dotándola de una razón igual al varón. Proponía un método innovador en la enseñanza de idiomas, comenzando por la gramática del inglés. También incluyó en su programa, cocina, geografía, música, canto, escritura y cuentas.